# چینجولی
چینجولی (به ایتالیایی: Cingoli) یک کومونه در ایتالیا است که در استان ماچراتا واقع شده‌است.

## خصوصیات
چینجولی ۱۴۷ کیلومترمربع مساحت و ۱۰٬۵۴۰ نفر جمعیت دارد و ۶۳۱ متر بالاتر از سطح دریا واقع شده‌است.

## خواهرخوانده
شهر آپریلیا (لاتینا) خواهرخواندهٔ چینجولی هست.